# Cyamon neon
Cyamon neon är en svampdjursart som beskrevs av de Laubenfels 1930. Cyamon neon ingår i släktet Cyamon och familjen Raspailiidae. Inga underarter finns listade i Catalogue of Life.